# تابيتا يوهانس
تابيتا يوهانس (بالألمانية: Tabita Johannes) هي ممثلة ألمانية ولدت في يوم 15 يناير 1988 في هامبورغ، أكملت دراستها للمسرح في برلين، في سنة 2008 بدأت مشوارها في التمثيل.

## روابط خارجية
- تابيتا يوهانس على موقع IMDb (الإنجليزية)